# Lista de viagens primo-ministeriais de Keir Starmer
Esta é uma lista de viagens internacionais primo-ministeriais realizadas por Keir Starmer, o 79º Primeiro-ministro do Reino Unido. Desde sua efetivação no cargo em 5 de julho de 2024, Starmer visitou 17 países ao longo de 22 viagens diplomáticas.

## 2024
|    | País                   | Localidade       | Período           | Anfitrião               | Nota(s) |
| -- | ---------------------- | ---------------- | ----------------- | ----------------------- | --- |
| 1  | Estados Unidos         | Washington, D.C. | 9–11 de julho     | Joe Biden               | Em sua primeira viagem internacional como Primeiro-ministro, Starmer participou da Cimeira da OTAN em Washington, D.C.. Ainda durante a viagem, Starmer anunciou que estaria negociando aumentar o orçamento militar britânico para 2,5% do PIB do país após uma "ampla e profunda" análise do sistema de defesa britânico. Na cimeira, Starmer reuniu-se com o Presidente ucraniano Volodymyr Zelenskyy e defendeu um estratégia de "membresia irreversível" do país na Organização do Tratado do Atlântico Norte. Paralelamente, Starmer levantou a possibilidade do uso de mísseis Storm Shadow pelas forças ucranianas na guerra contra a Rússia. Nos eventos paralelos à cimeira, Starmer reuniu-se com o Presidente dos Estados Unidos Joe Biden na Casa Branca, onde ambos os líderes expressaram sua cooperação em várias áreas de interesse estratégico dos dois países. Na ocasião, Starmer destacou reconhecer a "importância" da "relação especial" entre os dois países. |
| 2  | Alemanha               | Berlim           | 14 de julho       | —                       | Starmer compareceu ao Estádio Olímpico de Berlim juntamente com o Príncipe de Gales e seu filho, o Príncipe Jorge de Gales, para prestigiar a Seleção Inglesa durante a Final do Campeonato Europeu de Futebol. Momentos antes da partida, Starmer reuniu-se com os atletas no campo do estádio e afirmou que a atuação deles havia "unido o país". Na ocasião, Starmer também anunciou maior investimento do governo britânico na formação de atletas de futebol das categorias de base através de programas de incentivo esportivo da The Football Association. |
| 3  | França                 | Paris            | 26–27 de julho    | Emmanuel Macron         | |
| 4  | Alemanha               | Berlim           | 27–28 de agosto   | Frank-Walter Steinmeier | |
| 4  | França                 | Paris            | 28–29 de agosto   | Emmanuel Macron         | |
| 5  | Irlanda                | Dublin           | 7 de setembro     | Simon Harris            | |
| 6  | Estados Unidos         | Washington, D.C. | 13 de setembro    | Joe Biden               | |
| 7  | Itália                 | Roma             | 16 de setembro    | Giorgia Meloni          | |
| 8  | Estados Unidos         | Nova Iorque      | 24–27 de setembro | António Guterres        | |
| 9  | Bélgica                | Bruxelas         | 2 de outubro      |                         | |
| 10 | Alemanha               | Berlim           | 18 de outubro     | Olaf Scholz             | |
| 11 | Samoa                  | Apia             | 24–26 de outubro  | Naomi Mata'afa          | |
| 12 | Hungria                | Budapeste        | 7 de novembro     |                         | |
| 13 | França                 | Paris            | 11–12 de novembro | Emmanuel Macron         | |
| 13 | Azerbaijão             | Bacu             | 12 de novembro    | Ilham Aliyev            | |
| 14 | Brasil                 | Rio de Janeiro   | 18–19 de novembro | Lula da Silva           | |
| 15 | Emirados Árabes Unidos | Abu Dhabi        | 8–9 de dezembro   |                         | |
| 15 | Arábia Saudita         | Riade            | 9 de dezembro     | Maomé bin Salman        | |
| 15 | Chipre                 | Nicósia          | 9–10 de dezembro  | Nikos Christodoulides   | |
| 15 | Acrotíri e Deceleia    | Acrotíri         | 10 de dezembro    | Stephen Doughty         | |
| 16 | Noruega                | Bergen           | 16 de dezembro    | Jonas Gahr Støre        | |
| 16 | Estónia                | Tallinn          | 16–17 de dezembro | Kristen Michal          | |

## 2025
|    | País           | Localidade       | Período            | Anfitrião          | Nota(s) |
| -- | -------------- | ---------------- | ------------------ | ------------------ | ------- |
| 17 | Ucrânia        | Kiev             | 16 de janeiro      | Volodymyr Zelensky |         |
| 17 | Polónia        | Varsóvia         | 17 de janeiro      | Andrzej Duda       |         |
| 18 | Bélgica        | Bruxelas         | 3 de fevereiro     |                    |         |
| 19 | França         | Paris            | 17 de fevereiro    |                    |         |
| 20 | Estados Unidos | Washington, D.C. | 26–27 de fevereiro | Donald Trump       |         |
| 21 | França         | Paris            | 27 de março        |                    |         |
| 22 | Vaticano       | Vaticano         | 26 de abril        |                    |         |

## Eventos multilaterais
| Organização                                                      | Evento           | Ano                               | Ano                            | Ano                          |
| Organização                                                      | Evento           | 2024                              | 2025                           | 2026                         |
| ---------------------------------------------------------------- | ---------------- | --------------------------------- | ------------------------------ | ---------------------------- |
| Nações Unidas                                                    | AGNU             | 14 de setembro, Nova Iorque       | 9–10 de setembro, Nova Iorque  | 8–9 de setembro, Nova Iorque |
| União Europeia                                                   | Conselho Europeu | 22 de março, Bruxelas             | 20 de março, Bruxelas          | A definir, Bruxelas          |
| Commonwealth                                                     | CHOGM            | 25–26 de outubro, Apia            | —                              | A definir, São João          |
| OTAN                                                             | Cimeira da OTAN  | 9–11 de julho, Washington, D.C.   | 24–26 de junho, Haia           | A definir                    |
| G7                                                               | Cúpula do G7     | 13–15 de junho, Fasano            | 15–17 de junho, Kananaskis     | A definir                    |
| G20                                                              | Cúpula do G20    | 18–19 de novembro, Rio de Janeiro | 22–23 de novembro, Joanesburgo | A definir, · Estados Unidos  |
| ██ = Evento futuro ou previsto ██ = Keir Starmer não compareceu. |                  |                                   |                                |                              |